# Nandrolon
Nandrolon neboli 19-nortestosteron, je androgen a anabolický steroid (AAS), který se používá ve formě esterů, např. nandrolon dekanoát (komerčně Deca-Durabolin) a nandrolon phenylpropionate (komerčně Durabolin). Nandrolonové estery se používají k léčbě anemií, kachexie (syndromu plýtvání), osteoporózy, rakoviny prsu a jiných indikací. Nejsou aktivní orálně a musí být podávány injekčně do svalu.
Nežádoucí účinky esterů nandrolonu zahrnují příznaky maskulinizace, jako je akné, padání vlasů, zvýšený růst tělesného ochlupení, změny hlasu a zvýšené sexuality. Jde o syntetické androgeny a anabolické steroidy, proto jde také o agonisty androgenního receptoru (AR), jako biologického zacílení androgenů, např. testosteronu a dihydrotestosteronu (DHT). Nandrolonové estery mají silné anabolické účinky a slabé androgenní účinky, což snižuje vedlejší účinky a činí je vhodnými pro použití u žen a dětí. Jedná se o dlouhotrvající prekurzory nandrolonu v těle.
Nandrolonové estery byly poprvé popsány a zavedeny pro lékařské použití v pozdních padesátých létech. Patří k nejpoužívanějším AAS na celém světě. Kromě jejich lékařského použití se estery nandrolonu používají ke zlepšení tělesné a výkonnosti a jsou pro tyto účely nejrozšířenějším AAS. Drogy jsou v mnoha zemích kontrolovanými látkami, takže nelékařské použití je obecně nezákonné.

## Lékařské použití
Nandrolonové estery se používají klinicky, ačkoli čím dál méně u lidí v katabolických stavech s velkými popáleninami, rakovinou a AIDS. Existoval i oftalmologický přípravek na podporu hojení rohovky. :s.134
Mezi pozitivní účinky esterů nandrolonu patří růst svalů, stimulace chuti k jídlu a zvýšená produkce červených krvinek a hustota kostí. Klinické studie ukázaly, že jsou účinné při léčbě anémie, osteoporózy a rakoviny prsu.
Nandrolon-sulfát byl používán v přípravku pro oční kapky jako oční lék.

## Neléčené použití
Estery nandrolonu se používají pro podporu fyzické a výkonnostní stránky u aktivních sportovců, kulturistů a vzpěračů.

## Vedlejší efekty
Vedlejší účinky esterů nandrolonu zahrnují mimo jiné maskulinizaci.
Jiné vedlejší účinky vysokých dávek nandrolonu mohou zahrnovat erektilní dysfunkci a kardiovaskulární poškození, stejně jako další onemocnění vyplývajících z účinku léku, který snižuje hladiny luteinizačního hormonu prostřednictvím negativní zpětné vazby.

## Farmakologie

### Farmakodynamika
Nandrolon je agonista AR, biologického cíle androgenů, např. testosteronu a DHT. Na rozdíl od testosteronu a některých dalších AAS, nandrolon není potencován v androgenních tkáních, jako je pokožka hlavy, kůže a prostata, takže jsou sníženy škodlivé účinky v těchto tkáních. Důvodem je metabolizace nandrolonu 5a-reduktázou na mnohem slabší AR ligand 5a-dihydronandrolon (DHN), který má sníženou afinitu k androgennímu receptoru (AR) relativně k nandrolonu in vitro, tak slabší AR agonistickou účinnost in vivo. Nedostatek alkylace na 17α-uhlíku drasticky snižuje hepatotoxický potenciál nandrolonu. Estrogenní účinky vyplývající z reakce s aromatázou jsou také sníženy v důsledku snížené interakce enzymu, ale účinky, jako je gynekomastie a sníženého libida, se mohou vyskytnout vyšších dávkách. Kromě agonistické aktivity AR, na rozdíl od mnoha jiných AAS, je nandrolon také silným progestogenem. Váže se na progesteronový receptor s přibližně 22% afinitou na progesteron. Progestogenní aktivita nandrolonu slouží ke zvýšení jeho antigonadotropních účinků protože antigonadotropní účinek je známou vlastností progestogenů.
| Sloučenina | PR      | AR      | ER   | GR   | PAN  | SHBG   | CBG  |
| --- | ------- | ------- | ---- | ---- | ---- | ------ | ---- |
| Nandrolon | 20      | 154-155 | <0,1 | 0,5  | 1.6  | 1-16   | 0,1  |
| Testosteron | 1,0-1,2 | 100     | <0,1 | 0,17 | 0,9  | 19-82  | 3-8  |
| Estradiol | 2.6     | 7.9     | 100  | 0,6  | 0,13 | 8,7-12 | <0,1 |
| Hodnoty jsou procenta (%). Referenční ligandy (100%) byly progesteron pro PR, testosteron pro AR, estradiol pro ER, dexamethason pro GR, aldosteron pro MR, dihydrotestosteron pro SHBG a kortizol pro CBG. a = 1 hodina inkubační doby (pro tento test je standardní 4 hodiny, může ovlivnit afinitní hodnotu). Zdroje: |         |         |      |      |      |        |      |

#### Anabolická a androgenní aktivita
Nandrolon má velmi vysoký poměr anabolické k androgenní aktivitě. Ve skutečnosti, nandrolonové AAS a trenbolone mají nejvyšš poměr anabolického a androgenního účinku ze všech AAS. Zatímco testosteron je potencován konverzí na dihydrotestosteron (DHT) v androgenních tkáních, u nandrolonu a jiné 19-nortestosteronové derivátů je tomu naopak. Nandrolonové a podobné AAS (nandrolonové estery) jsou nejčastěji používaným AAS v klinických prostředích, ve kterých jsou požadovány anabolické účinky; například při léčbě kachexie spojených s AIDS, těžkých popálenin a chronické obstrukční plicní nemoci. Nicméně AAS s velmi vysokým poměrem anabolických k androgenním účinkům, jako je nandrolon, mají stále významné androgenní účinky a mohou vyvolat příznaky maskulinizace jako hirsutismus a prohlubování hlasu u žen a dětí s častým užíváním.
| Testosteron | 38  | 38  |
| 5a-dihydrotestosteron | 77  | 100 |
| Nandrolon | 75  | 92  |
| 5a-Dihydronandrolon | 35  | 50  |
| Ethylestrenol | ND  | 2   |
| Norethandrolon | ND  | 22  |
| 5a-Dihydronorethandrolon | ND  | 14  |
| Metribolon | 100 | 110 |
| Zkratky: rAR = receptor pro androgen prostaty při 4 °C. hAR = Intaktní lidský receptor androgenu karcinomu prsu MCF-7 při 37 °C. Zdroje: |     |     |

### Farmakokinetika
Nandrolon má velmi nízkou afinitu k globulinům vázajícím sexuální hormon v lidském séru (SHBG), tj. 5% u testosteronu a 1% u DHT. Je metabolizován mimo jiné enzymem 5α-reduktázou. Nandrolon je méně citlivý na metabolismus 5α-reduktázy a 17β-hydroxysteroid dehydrogenázy než testosteron. To vede k tomu, že se méně transformuje v takzvaných "androgenních" tkáních, jako je kůže, vlasové folikuly a prostatická žláza, resp. V ledvinách. Metabolity nandrolonu zahrnují 5α-dihydronandrolon, 19-norandrosteron a 19-noretiocholanolon a tyto metabolity mohou být detekovány v moči.

## Chemie

Nandrolon s rozdíly od testosteronu (červeně). Metylová skupina v testosteronu v poloze C19 byla odstraněna a C17p je místo, kde jsou estery připojeny k nandrolonu.

Nandrolon, známý také jako 19-nortestosteron (19-NT) nebo jako estrenolon, stejně jako estra-4-en- 17p- ol- 3-on nebo 19-norandrost- je přirozeně se vyskytující estran (19-norandrostan) steroid a derivát testosteronu (androst-4-en-17p-ol-3-on). Jedná se konkrétně o C19 demethylovaný (nor) analog testosteronu. Nandrolon je endogenní meziprodukt při výrobě estradiolu z testosteronu prostřednictvím aromatázy u savců, včetně lidí, a je přítomen v těle přirozeně v stopových množstvích. Během těhotenství může být zjištěn u žen. Nandrolonové estery mají esterovou skupinu, např. dekanoát nebo fenylpropionát, připojený v poloze C17P.

### Deriváty

#### Estery
Různé estery nandrolonu byly prodávány a používány v medicíně. Nejběžněji používané estery jsou nandrolon dekanoát a v menší míře nandrolon fenylpropionát. Příklady jiných esterů nandrolonu, které byly prodávány a používány v medicíně, zahrnují nandrolon cyklohexylpropionát, nandrolon-cypionát, nandrolon-hexyloxyfenylpropionát, nandrolon-laurát, nandrolon-sulfát a nandrolon-undekanoát.

#### Anabolické steroidy
Nandrolon je základní sloučeninou velké skupiny AAS., např. non-17a-alkylovaný trenbolon a 17a-alkylovaný ethylestrenol (ethylnandrol) a metribolon (R-1881), stejně jako 17a-alkylované návrhové steroidy norboleton a tetrahydrogestrinon (THG). Následuje seznam derivátů nandrolonu, které byly vyvinuty jako AAS: 
| Non-17α-alkylated derivatives - Marketed - Bolandiol (19-nor-4-androstenediol) - Norclostebol (4-chloro-19-NT) - Oxabolon (4-hydroxy-19-NT) - Trenbolon (δ9,11-19-NT) - Never marketed - 7α-Methyl-19-nor-4-androstenedion (MENT dion, trestion) - 11β-Methyl-19-nortestosteron (11β-MNT; 11β-methyl-19-NT) - 19-Nor-5-androstenediol - 19-Nor-5-androstenedion - Bolandion (19-nor-4-androstenedion) - Dienedion (δ9-19-nor-4-androstenedion) - Dienolon (δ9-19-NT) - Dimethandrolon (7α,11β-dimethyl-19-NT) - Methoxydienon (18-methyl-δ2,5(10)-19-NEA 3β-methyl ether) - Trestolon (MENT; 7α-methyl-19-NT) | 17α-Alkylated derivatives - Marketed - Ethylestrenol (ethylnandrol; 3-deketo-17α-ethyl-19-NT) - Miboleron (7α,17α-dimethyl-19-NT) - Norethandrolon (17α-ethyl-19-NT) - Normethandron (methylestrenolon; 17α-methyl-19-NT) - Propetandrol (17α-ethyl-19-NT 3β-propionate) - Never marketed - Bolenol (3-deketo-17α-ethyl-19-nor-5-androstenediol) - Dimethyltrienolon (7α,17α-dimethyl-δ9,11-19-NT) - Ethyldienolon (17α-ethyl-δ9-19-NT) - Methyldienolon (17α-methyl-δ9-19-NT) - Methylhydroxynandrolon (MOHN, MHN; 4-hydroxy-17α-methyl-19-NT) - Metribolon (methyltrienolon, R-1881; 17α-methyl-δ9,11-19-NT) - Norboleton (17α-ethyl-18-methyl-19-NT) - Tetrahydrogestrinon (THG; 17α-ethyl-18-methyl-δ9,11-19-NT) |

#### Progestiny
Nandrolon společně s ethisteronem (17α-ethynyltestosteron) je také vstupní sloučeninou velké skupiny progestinů, derivátů norethisteronu (17α-ethinyl-19-nortestosteronu). Tato rodina je rozdělena na dvě skupiny: estrany a gonany. Estrany zahrnují norethisteron (norethindron), norethisteron acetát, norethisteron enanthate, lynestrenol, etynodiol diacetát a noretynodrel, zatímco gonany zahrnují norgestrel, levonorgestrel, desogestrel, etonogestrel, gestoden, norgestimat, dienogest (skutečně derivát 17a-kyanomethyl-19-) a norelgestromin.

### Syntéza

19-Nortestosteron syntéza: alternativa:

Zpracování způsobu redukce aromatických kruhů na odpovídající dihydrobenzeny za kontrolovaných podmínek AJ Birch otevřel vhodnou cestu ke sloučeninám souvisejícím s předpokládaným 19-norprogesteronem.
Tato reakce, nyní známá jako Birchova redukce je typickou úpravou monomethyletheru estradiolu (1) roztokem lithného kovu v kapalném amoniaku za přítomnosti alkoholu jako zdroje protonů. Počátečními reakčními složkami 1,4-dimetalace polohy nejvíce elektronových deficitů aromatického kruhu - v případě estrogenu v pozicích 1 a 4. Rxn meziproduktu s protonovým zdrojem vede k dihydrobenzenu; Zvláštní citem této sekvence u steroidů je fakt, že dvojná vazba v poloze 2 se v podstatě stává enol etherovou skupinou. Zpracování tohoto produktu (2) se slabou kyselinou, například kyselinou šťavelovou, vede například k hydrolýze enolového etheru, čímž vzniká β, γ-nekonjugovaný keton 3. Hydrolýza za náročnějších podmínek (minerální kyseliny) vede k migraci / konjugaci olefinu za vzniku nandrolonu (4).

#### Estery
- Reakce sloučeniny 4 s anhydridem kyseliny dekanoové a pyridinem poskytuje nandrolon dekanoát.[36]
- Acylace 4 fenylpropionylchloridem poskytuje fenpropionát nandrolonu.[37]

### Detekce v tělesných tekutinách
Použití nandrolonu je přímo detekovatelné ve vlasech nebo nepřímo detekovatelné v moči testováním přítomnosti 19-norandrosteronu, metabolitu. Mezinárodní olympijský výbor stanovila limit 2,0 ug / ml 19-norandrosteronu v moči jako horní mez, za kterým sportovec je podezřelý z dopingu. V největší nandrolonové studii provedené na 621 atletů na olympijských hrách Nagano v roce 1998 žádný testovaný atlet nepřesáhl 0,4 μg / l. 19-Norandrosteron byl identifikován jako stopová kontaminační látka v komerčních přípravcích androstendionu, který byl až do roku 2004 dostupný bez předpisu jako výživový doplněk v USA
V roce 1999 se objevilo několik atletických případů s nandrolonem, mezi něž patřily významné atlety, jako jsou Merlene Ottey, Dieter Baumann a Linford Christie. Následující rok se ovšem ukázalo, že detekční metoda pro nandrolon je vadná. Mark Richardson, britský olympijský běžec, který pozitivně testoval danou látku, dal v kontrolovaném prostředí značné množství vzorků moči a vydal pozitivní test na drogu, což prokázalo, že by mohlo dojít k falešným pozitivním výsledkům.
Vysoká spotřeba esenciální aminokyseliny lysinu (jak je indikováno v léčbě oparů) vedla falešným pozitivním nálezům a byla citována americkým střelcem CJ Hunterem jako důvod jeho pozitivního testu, ačkoli v roce 2004 se přiznal k požití nandrolonu. Možnou příčinou nesprávných výsledků testů moči je přítomnost metabolitů jiných AAS, ačkoli moderní analýza moči může obvykle určit přesný AAS používaný analýzou poměru dvou zbývajících nandrolonových metabolitů. V důsledku řady převrácených verdictů byla testovací procedura revidována UK Sport. 5. října 2007 Trojnásobný olympijský zlatý medailista pro dráhu a pole Marion Jones připustil užívání drogy a byl odsouzen k šestiměsíčnímu vězení.
Hmotnostní spektrometrie se používá k detekci malých vzorků nandrolonu ve vzorcích moči, protože má jedinečnou molární hmotnost.

## Dějiny

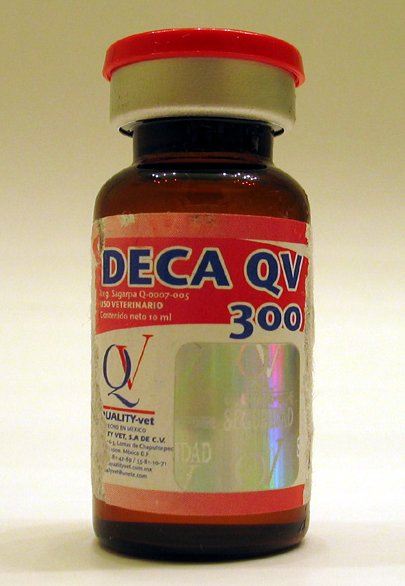
QV Nandrolon Deca, forma nandrolonu používaná sportovci.

Nandrolon byl poprvé syntetizován v roce 1950. :s.130 Původní název byl nandrolon fenylpropionate, v roce 1959, a pak jako nandrolon dekanoate v roce 1962, následovaný dalšími estery.

## Společnost a kultura

### Generické názvy
Nandrolon je obecný název léku.

### Doping ve sportu
Nandrolon byl pravděpodobně mezi prvním AAS, který byl použit v šedesátých letech jako dopingový prostředek ve sportu. Na olympijských hrách je od roku 1974 zakázán. :s.128 Existuje mnoho známých případů dopingu ve sportu s nandrolonovými estery profesionálních sportovců.

## Výzkum
Nandrolonové estery byly zkoumány v několika indikacích. Byli intenzivně studováni na osteoporózu a zvýšené vychytávání vápníku a sníženou ztrátu kostní hmoty, způsobily virilizaci přibližně u poloviny žen, které je užívaly a byly většinou opuštěny, když byly k dispozici lepší léky, jako jsou bisfosfonáty. Byly také studovány v klinických studiích pro chronické selhání ledvin, aplastickou anemii a jako mužské antikoncepce. :s.134